# ルイ・ギョーム・ルモニエ
ルイ・ギョーム・ルモニエ（Louis-Guillaume Le Monnier、または Lemonnier、1717年6月27日 – 1799年9月7日）は、フランスの博物学者である。

## 生涯
ヴィール（Vire）で生まれた。父親は数学者で、フランス科学アカデミーの会員のピエール・ルモニエで、兄に天文学者のピエール・シャルル・ルモニエがいる。
物理学、地理学、医学、植物学を研究し、1739年にセザール・フランソワ・カッシーニとニコラ・ルイ・ド・ラカーユのパリの子午線弧長の測量に参加し、経路の土地の鉱物、地理、植物を調査報告した。同年、サン＝ジェルマン＝アン＝レーの病院で医師として働いた。電磁気作用を研究し、ライデン瓶から電流を1,850mの導線に流し、電流がほとんど瞬時に導体を流れることを示した。さらに、荒天時と晴天時の電磁気現象の研究も行った。
1743年に父親、および兄と同様にフランス科学アカデミーの会員に選ばれ、1745年にロンドンにある王立協会のフェローに選ばれた。1746年にはプロイセン科学アカデミーの会員にも選ばれた。
ルイ・クロード・リシャールとともに、ルイ16世の小トリアノン宮殿の植物コレクションの最初の企画者になり、1759年にアントワーヌ・ド・ジュシューの死後、空席になったパリ植物園王立植物園の植物学教授の職にベルナール・ド・ジュシューとともに任じられた。その職は1786年にルネ・デフォンテーヌが就任した。
ドゥニ・ディドロの百科全書の、「電気」、「磁気」、「磁石」、「方位磁石」などの項目を執筆した。その後、1770年に"Premier médecin ordinaire"、1788年に王付特別医官（"Premier médecin du Roi"）などを務めた。

## 著書
- Leçons de physique expérimentale, sur l'équilibre des liqueurs et sur la nature et les propriétés de l'air, (1742)
- Observations d'histoire naturelle faites dans les provinces méridionales de France, pendant l'année 1739, (1744)
- Recherches sur la Communication de l'Electricité, (1746)
- Observations sur l'Electricité de l'Air, (1752)
- Quaestio medica. An musculorum momentum a longitudine & dispositique fibrarum. Parisiis, Quillau, (1749)
- Quaestio medica ... An in macilentis liberior quam in obesis circulatio?  Paris (1740)